# Colletes hicaco
Colletes hicaco là một loài Hymenoptera trong họ Colletidae. Loài này được Genaro mô tả khoa học năm 2003.